# Oscar za najbolju montažu zvuka
Oscar za najbolju montažu zvuka (eng. Academy Award for Sound Editing) je Oscar koji se svake godine dodjeljuje filmu s najboljom zvučnom estetikom ili dizajnom zvuka. Nagradu obično preuzimaju montažeri zvuka, ponekad u pratnji dizajnera zvuka.
Tijekom određenih godina, najveća nagrada dodijeljena za ovu nagradu je "Posebna nagrada za dostignuće", a ne Oscar. Pravila Akademije nalažu da za svaku nagradu treba biti određeni broj nominiranih. Ako se to pravilo ne ispuni, dodjeljuje se Posebna nagrada za dostignuće.
Ovo je popis filmova koji su osvojili ili bili nominirani za Oscar za Najbolje zvučne efekte (1963. – 1967., 1975.), Montažu zvučnih efekata (1977, 1981. – 1999.), ili Montažu zvuka (1979., 2000.- danas).

## Dobitnici i nominirani

### 1960-e
| Godina | Dobitnik film                                       | Nominirani                            |
| ------ | --------------------------------------------------- | ------------------------------------- |
| 1963.  | Walter G. Elliott – It's a Mad, Mad, Mad, Mad World | Robert L. Bratton - Skupljanje orlova |
| 1964.  | Norman Wanstall – Goldfinger                        | Robert L. Bratton - The Lively Set    |
| 1965.  | Treg Brown – Velika utrka                           | Walter A. Rossi - Von Ryan's Express  |
| 1966.  | Gordon Daniel – Grand Prix                          | Walter Rossi - Fantastično putovanje  |
| 1967.  | nagrada nije dodijeljena                            |                                       |
| 1968.  | nagrada nije dodijeljena                            |                                       |
| 1969.  | nagrada nije dodijeljena                            |                                       |

### 1970-e
| Godina | Dobitnik film                                                                   | Nominirani |
| ------ | ------------------------------------------------------------------------------- | ---------- |
| 1970.  | nagrada nije dodijeljena                                                        |            |
| 1971.  | nagrada nije dodijeljena                                                        |            |
| 1972.  | nagrada nije dodijeljena                                                        |            |
| 1973.  | nagrada nije dodijeljena                                                        |            |
| 1974.  | nagrada nije dodijeljena                                                        |            |
| 1975.  | Peter Berkos – Hindenburg (Specijalna nagrada za dostignuće)                    |            |
| 1976.  | nagrada nije dodijeljena                                                        |            |
| 1977.  | Frank E. Warner – Bliski susreti treće vrste (Specijalna nagrada za dostignuće) |            |
| 1978.  | nagrada nije dodijeljena                                                        |            |
| 1979.  | Alan Splet – Crni pastuh (Specijalna nagrada za dostignuće)                     |            |

### 1980-e
| Godina | Dobitnik film                                                                    | Nominirani |
| ------ | -------------------------------------------------------------------------------- | --- |
| 1980.  | nagrada nije dodijeljena                                                         | |
| 1981.  | Ben Burtt, Richard L. Anderson – Otimači izgubljenog kovčega                     | Anna Hill Johnstone – Ragtime Bob Mackie – Novčići s neba Tom Rand – Žena francuskog poručnika Shirley Russell – Crveni                                                         |
| 1982.  | Charles L. Campbell, Ben Burtt – E.T.                                            | Mike Le-Mare – Podmornica Stephen Hunter Flick, Richard L. Anderson – Poltergeist Frank Serafine, Michael Fremer, James LaRue, Bob Minkler, Lee Minkler, Michael Minkler – Tron |
| 1983.  | Jay Boekelheide – Putovanje u svemir: Prava stvar                                | Ben Burtt – Zvjezdani ratovi, Epizoda 6: Povratak Jedija |
| 1984.  | Kay Rose – Rijeka (Specijalna nagrada za dostignuće)                             | |
| 1985.  | Charles L. Campbell, Robert Rutledge – Povratak u budućnost                      | Bob Henderson, Alan Robert Murray – Ladyhawke Frederick J. Brown – Rambo 2 |
| 1986.  | Don Sharpe – Aliens                                                              | Mark Mangini – Zvjezdane staze IV: Putovanje kući Cecelia Hall, George Watters II – Top Gun                                                                                     |
| 1987.  | Stephen Hunter Flick, John Pospisil – RoboCop (Specijalna nagrada za dostignuće) | |
| 1988.  | Charles L. Campbell, Louis L. Edemann – Tko je smjestio Zeki Rogeru?             | Stephen Hunter Flick, Richard Shorr – Umri muški Ben Burtt, Richard Hymns – Willow                                                                                              |
| 1989.  | Ben Burtt, Richard Hymns – Indiana Jones i posljednji križarski pohod            | Milton C. Burrow, William L. Manger – Crna kiša Robert Henderson, Alan Robert Murray – Smrtonosno oružje 2                                                                      |

### 1990-e
| Godina | Dobitnik film                                               | Nominirani |
| ------ | ----------------------------------------------------------- | --- |
| 1990.  | Cecelia Hall, George Watters II – Lov na Crveni oktobar     | Charles L. Campbell, Richard C. Franklin – Tanka linija smrti Stephen H. Flick – Totalni opoziv                            |
| 1991.  | Gary Rydstrom, Gloria S. Borders – Terminator 2: Sudnji dan | Gary Rydstrom, Richard Hymns – Vatrene kacige George Watters II, F. Hudson Miller – Zvjezdane staze VI: Neotkrivena zemlja |
| 1992.  | Tom C. McCarthy, David E. Stone – Drakula                   | Mark Mangini – Aladdin John Leveque, Bruce Stambler – Pod opsadom                                                          |
| 1993.  | Gary Rydstrom, Richard Hymns – Jurski park                  | Wylie Stateman, Gregg Baxter – Cliffhanger John Leveque, Bruce Stambler – Bjegunac                                         |
| 1994.  | Stephen Hunter Flick – Brzina                               | Bruce Stambler, John Leveque – Neposredna opasnost Gloria S. Borders, Randy Thom – Forrest Gump                            |
| 1995.  | Lon Bender, Per Hallberg – Hrabro srce                      | John Leveque, Bruce Stambler – Batman zauvijek George Watters II – Grimizna plima                                          |
| 1996.  | Bruce Stambler – Duh i tama                                 | Richard L. Anderson, David A. Whittaker – Svjetlo dana Alan Robert Murray, Bub Asman – Brisač                              |
| 1997.  | Tom Bellfort, Christopher Boyes – Titanic                   | Mark P. Stoeckinger, Per Hallberg – Čovjek bez lica Mark Mangini – Peti element                                            |
| 1998.  | Gary Rydstrom, Richard Hymns – Spašavanje vojnika Ryana     | George Watters II – Armageddon David McMoyler – Zorrova maska                                                              |
| 1999.  | Dane A. Davis – The Matrix                                  | Ren Klyce, Richard Hymns – Klub boraca Ben Burtt, Tom Bellfort – Ratovi zvijezda - Epizoda I: Fantomska prijetnja          |

### 2000-e
| Godina | Dobitnik film                                                       | Nominirani |
| ------ | ------------------------------------------------------------------- | --- |
| 2000.  | Jon Johnson – Podmornica U-571                                      | Alan Robert Murray, Bub Asman – Svemirski kauboji |
| 2001.  | George Watters II, Christopher Boyes – Pearl Harbor                 | Gary Rydstrom, Michael Silvers – Čudovišta iz ormara |
| 2002.  | Ethan Van der Ryn, Michael Hopkins – Gospodar prstenova: Dvije kule | Richard Hymns, Gary Rydstrom – Specijalni izvještaj Scott A. Hecker – Put do uništenja |
| 2003.  | Richard King – Gospodar i ratnik: Daleka strana svijeta             | Gary Rydstrom, Michael Silvers – U potrazi za Nemom Christopher Boyes, George Watters II – Pirati s Kariba: Prokletstvo Crnog bisera                                                               |
| 2004.  | Michael Silvers, Randy Thom – Izbavitelji                           | Randy Thom, Dennis Leonard – Polar Express Paul N. J. Ottosson – Spiderman 2 |
| 2005.  | Mike Hopkins, Ethan Van der Ryn – King Kong                         | Richard King – Rat svjetova Wylie Stateman – Memoari jedne gejše |
| 2006.  | Alan Robert Murray, Bub Asman – Pisma s Iwo Jime                    | Sean Mccormack, Kami Asgar – Apocalypto Lon Bender – Krvavi dijamant Alan Robert Murray, Bub Asman – Zastave naših očeva George Watters II, Christopher Boyes – Pirati s Kariba: Mrtvačeva škrinja |
| 2007.  | Karen Baker Landers, Per Hallberg – Bourneov ultimatum              | Skip Lievsay – Nema zemlje za starce Michael Silvers, Randy Thom – Juhu-hu Christopher Scarabosio, Matthew Wood - Bit će krvi Mike Hopkins, Ethan Van der Ryn – Transformeri                       |
| 2008.  | Richard King – Vitez tame                                           | Christopher Boyes, Frank E. Eulner – Iron Man Ben Burtt, Matthew Wood – WALL-E Tom Sayers – Milijunaš s ulice Wylie Stateman – Tražen                                                              |
| 2009.  | Paul N.J. Ottasson – Narednik James                                 | Christopher Boyes i Gwendolyn Yates Whittle – Avatar Michael Silvers i Tom Myers - Nebesa Wylie Stateman – Nemilosrdni gadovi Mark Stoeckinger i Alan Rankin – Zvjezdane staze                     |

### 2010-e
| Godina | Dobitnik film                                                                      | Nominirani |
| ------ | ---------------------------------------------------------------------------------- | --- |
| 2010.  | Richard King – Početak                                                             | Tom Myers i Michael Silvers – Priča o igračkama 3 Gwendolyn Yates Whittle i Addison Teague - Tron: Nasljedstvo Skip Lievsay i Craig Berkey - Čovjek zvan Hrabrost Mark P. Stoeckinger - Nezaustavljivi                                                         |
| 2011.  | Eugene Gearty i Philip Stockton – Hugo                                             | Lon Bender i Victor Ray Ennis – Vožnja Ren Klyce - Muškarci koji mrze žene Erik Aadahl i Ethan Van der Ryn - Transformeri: Tamna strana Mjeseca Richard Hymns i Gary Rydstrom - Put rata                                                                       |
| 2012.  | Per Hallberg i Karen Baker Landers – Skyfall Paul N.J. Ottosson – Zero Dark Thirty | Erik Aadahl i Ethan Van der Ryn – Argo Wylie Stateman - Odbjegli Django Eugene Gearty i Philip Stockton - Pijev život |
| 2013.  | Glenn Freemantle – Gravitacija                                                     | Steve Boeddeker i Richard Hymns – Sve je izgubljeno Oliver Tarney - Kapetan Phillips Brent Burge i Chris Ward - Hobit: Smaugova pustoš Wylie Stateman - Jedini preživjeli                                                                                      |
| 2014.  | Alan Robert Murray i Bub Asman – Američki snajper                                  | Aaron Glascock i Martín Hernández – Birdman Brent Burge i Jason Canovas - Hobit: Bitka pet vojski Richard King - Interstellar Becky Sullivan i Andrew DeCristofaro - Nesalomljivi                                                                              |
| 2015.  | Mark A. Mangini i David White – Pobješnjeli Max: Divlja cesta                      | Oliver Tarney – Marsovac Martín Hernández i Lon Bender - Povratnik Alan Robert Murray - Sicario Matthew Wood i David Acord - Ratovi zvijezda: Sila se budi |
| 2016.  | Sylvain Bellemare – Dolazak                                                        | Wylie Stateman i Renee Tondelli – Pakao na horizontu Robert Mackenzie i Andy Wright - Greben spašenih Ai-Ling Lee i Mildred Iatrou - La La Land Alan Robert Murray i Bub Asman - Čudo s Hudsona                                                                |
| 2017.  | Richard King i Alex Gibson – Dunkirk                                               | Nathan Robitaille i Nelson Ferreira – Oblik vode Ron Bartlett, Doug Hemphill i Mac Ruth - Blade Runner 2049. Julian Slater, Tim Cavagin i Mary H. Ellis - Vozač Ren Klyce, Michael Semanick, David Parker i Stuart Wilson - Ratovi zvijezda: Posljednji Jedi   |
| 2018.  | Steve Boeddeker, Brandon Proctor i Peter J. Devlin – Black Panther                 | Nathan Robitaille i Nelson Ferreira – Oblik vode Skip Lievsay, Craig Henighan i José Antonio Garcia - Roma Jon Taylor, Frank A. Montaño, Ai-Ling Lee i Mary H. Ellis - Prvi čovjek Tom Ozanich, Dean Župančić, Jason Ruder i Steve Morrow - Zvijezda je rođena |
| 2019.  | Donald Sylvester – Izazivač: Le Mans '66                                           | Alan Robert Murray – Joker Oliver Tarney i Rachael Tate - 1917. Wylie Stateman - Bilo jednom… u Hollywoodu David Acord iMatthew Wood - Ratovi zvijezda: Uspon Skywalkera                                                                                       |

### 2020-e
| Godina | Dobitnik film                                                                                  | Nominirani |
| ------ | ---------------------------------------------------------------------------------------------- | --- |
| 2020.  | Nicolas Becker, Jaime Baksht, Michelle Couttolenc, Carlos Cortés i Phillip Bladh – Zvuk metala | Warren Shaw, Michael Minkler, Beau Borders i David Wyman – Greyhound Ren Klyce, Jeremy Molod, David Parker, Nathan Nance i Drew Kunin - Mank Oliver Tarney, Mike Prestwood Smith, William Miller i Pritchett - Novosti iz velikog svijeta Ren Klyce, Coya Elliott i David Parker - Duša                                                                              |
| 2021.  | Mac Ruth, Mark Mangini, Theo Green, Doug Hemphill i Ron Bartlett – Dina                        | Denise Yarde, Simon Chase, James Mather i Niv Adiri – Belfast Simon Hayes, Oliver Tarney, James Harrison, Paul Massey i Mark Taylor - Za smrt nema vremena Richard Flynn, Robert Mackenzie i Tara Webb - Šape pasje Tod A. Maitland, Gary Rydstrom, Brian Chumney, Andy Nelson i Shawn Murphy - Priča sa zapadne strane                                              |
| 2022.  | Mark Weingarten, James H. Mather, Al Nelson, Chris Burdon i Mark Taylor – Top Gun: Maverick    | Viktor Prášil, Frank Kruse, Markus Stemler, Lars Ginzel i Stefan Korte – Na Zapadu ništa novo Julian Howarth, Gwendolyn Yates Whittle, Dick Bernstein, Christopher Boyes, Gary Summers i Michael Hedges - Avatar: Put vode Stuart Wilson, William E. Files, Douglas Murray i Andy Nelson - The Batman David Lee, Wayne Pashley, Andy Nelson i Michael Keller - Elvis |
| 2023.  | Tarn Willers i Johnnie Burn – Zona interesa                                                    | Ian Voigt, Erik Aadahl, Ethan Van der Ryn, Tom Ozanich i Dean Zupancic – Kreator Steven A. Morrow, Richard King, Jason Ruder, Tom Ozanich i Dean Zupancic - Maestro Willie Burton, Richard King, Gary A. Rizzo i Kevin O'Connell - Oppenheimer Chris Munro, James H. Mather, Chris Burdon i Mark Taylor - Nemoguća misija: Odmazda                                   |